# Стоук на Тренту
Стоук на Тренту (енгл. Stoke-on-Trent) је град у Уједињеном Краљевству у Енглеској у грофовији Стафордшир. Према процени из 2007. у граду је живело 260.336 становника. Налази се на пола пута између Манчестера и Бирмингема. Настао је у раном 20. веку као конурбација 6 мањих градова (Танстол, Бурслем, Ханли, Стоук, Фентон и Лонгтон). Дуг је скоро 19 километара. 
Стоук на Тренту је познат по производњи керамике.

## Становништво
Према процени, у граду је 2008. живело 260.336 становника.
| 1981.   | 1991.   | 2001.   |
| ------- | ------- | ------- |
| 272.446 | 266.543 | 259.252 |

## Партнерски градови
- Ерланген